# Livealbum
Ett livealbum är ett musikalbum som är inspelat inför publik, till skillnad från ett studioalbum. Inom klassisk musik föredrar vissa symfoniorkestrar att spela in albumen live. Oftast är ljudkvaliteten sämre än på studioalbum och är det från en utomhuskonsert kan miljöljud störa inspelningen. Det förekommer även illegala inspelningar, bootlegs, gjorda av konsertbesökare och spridda utom artisternas kontroll.
Det internationellt bäst säljande livealbumet var i november 2006 Garth Brooks Double Live, med 21 miljoner exemplar.